# 一般承継
一般承継（いっぱんしょうけい）とは、ある者が有する権利・義務の一切を承継することを意味する法用語である。包括承継ともいう。対義語として特定承継がある。
一般承継の具体例は、自然人については相続であり、法人については合併及び会社分割である。

## 特定承継との比較
- 承継者

相続では承継者は民法によって定められている。この承継者を相続人と言い、相続人以外の者はたとえ遺言書に「相続させる」旨の記述があっても相続人となることはできない。また、合併の場合、法律によって制限されている場合がある。合併 (企業)#日本の法律を参照。
一方、特定承継（売買が具体例である）の場合、民法上・会社法上の制限はない。農地の売買には農地法3条の許可が必要であったり、例えば会社所有の不動産を取締役に売却する利益相反行為の場合、取締役会又は株主総会の承認が原則として必要である（会社法365条1項・366条1項2号）が、これらは承継者を特定しているわけではない。
- 承継する内容

一般承継は権利・義務の一切を承継する（民法896条、会社法2条27号ないし30号）。よって、例えば権利は承継するが義務は承継しないとすることはできない。また、権利の特定部分は承継の対象とするが、残部は承継しないとすることもできない。
なお、会社分割においては会社法2条29号・30号において「一部」をいう文言があるが、この意味は以下のとおりである。
例えばある会社がAとBという事業を営んでいる場合において、A事業を切り離して会社分割をする際、元の会社にもA事業を残すということがある。この場合、A事業の「一部」を承継するということになるが、承継会社は当該A事業の「一部」に関する権利義務の一切を承継しなければならない。A事業全体から見れば権利義務の「一部」を承継するということになる。
一方、特定承継の場合、権利・義務の特定部分を承継することができる。ある者が所有する不動産のうち特定の不動産を売買することができるし、ある者の債務のうち特定部分を債務引受により承継することもできる。